# Hungerstreik der letzten Generation

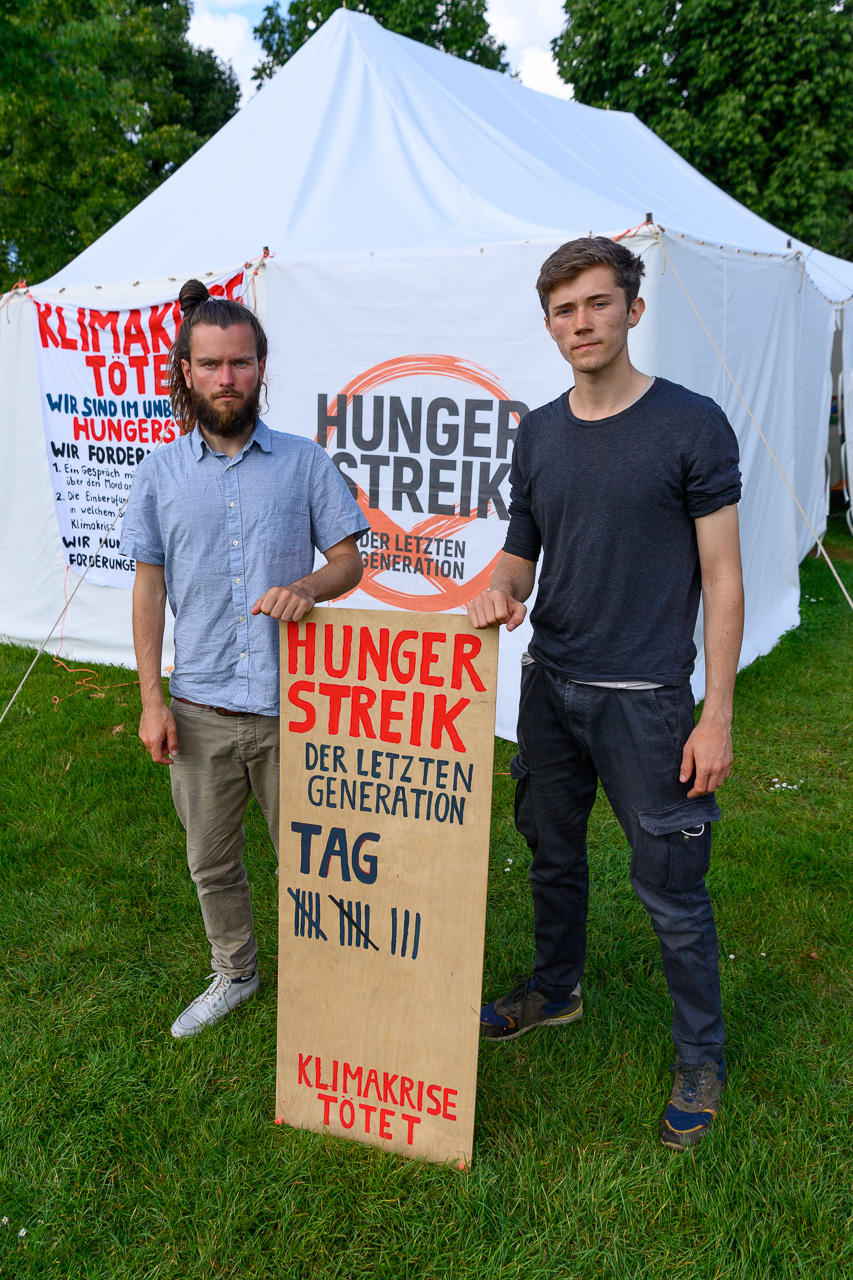
Jacob Heinze und Henning Jeschke am 13. Tag des Hungerstreiks in ihrem Zeltlager in Berlin

Der Hungerstreik der letzten Generation (auch Hungerstreik für Klimagerechtigkeit, Klima-Hungerstreik und Hungerstreik fürs Klima genannt) war ein Hungerstreik, der im Spreebogenpark im Berliner Regierungsviertel stattfand. Er wurde am 30. August 2021 von mehreren jungen Menschen begonnen und am 25. September 2021 beendet. Die Hauptforderungen der Aktivisten waren ein öffentliches Gespräch mit den drei Kanzlerkandidaten Armin Laschet (CDU), Olaf Scholz (SPD) und Annalena Baerbock (Bündnis 90/Die Grünen). Scholz sagte schließlich ein Einzelgespräch nach der Bundestagswahl 2021 zu. Die Aktivisten erreichten nicht die Einrichtung eines Bürgerrats mit verpflichtenden Ergebnissen in der kommenden Regierung. Ein Teil der Gruppe initiierte einige Monate später den „Aufstand der letzten Generation“.

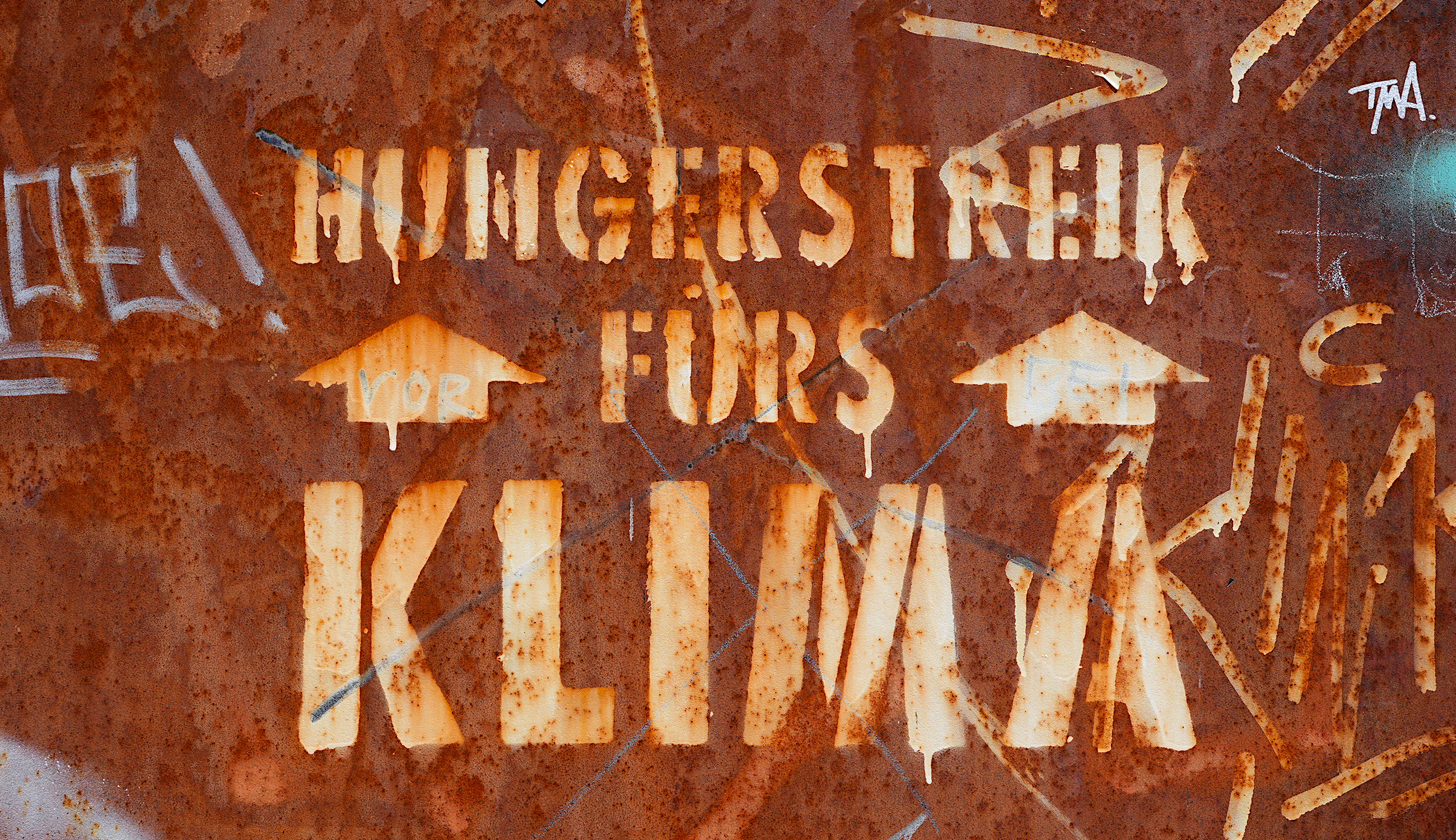
Graffiti von 2021 Hungerstreik

## Forderungen
Die mit Beginn des Hungerstreiks veröffentlichten Forderungen waren:

„1. Ein sofortiges Gespräch mit Ihnen, den drei Kanzlerkandidat*innen Herrn Laschet, Herrn Scholz und Frau Baerbock, über den Mord an der jungen Generation.

2. Das Versprechen von Ihnen, in einer neuen Regierung direkt einen Bürger*innenrat einzuberufen. In diesem sollten Sofortmaßnahmen gegen die Klimakrise, unter anderem eine 100% regenerative Landwirtschaft, besprochen werden.“

Nachdem sechzehn Tage lang nicht das geforderte Gesprächsangebot der drei Kanzlerkandidaten erfolgte, stellten die Streikenden mit einem Gespräch am 23. September um 19:00 Uhr ein Ultimatum. Als auch am 22. Tag des Hungerstreiks keine Zusage für ein Gespräch vorlag, kündigte ein Teil der Hungerstreikenden an, in einen trockenen Hungerstreik zu gehen, falls am 23. September nicht alle drei Kanzlerkandidaten zu dem Gespräch erscheinen.

## Ablauf

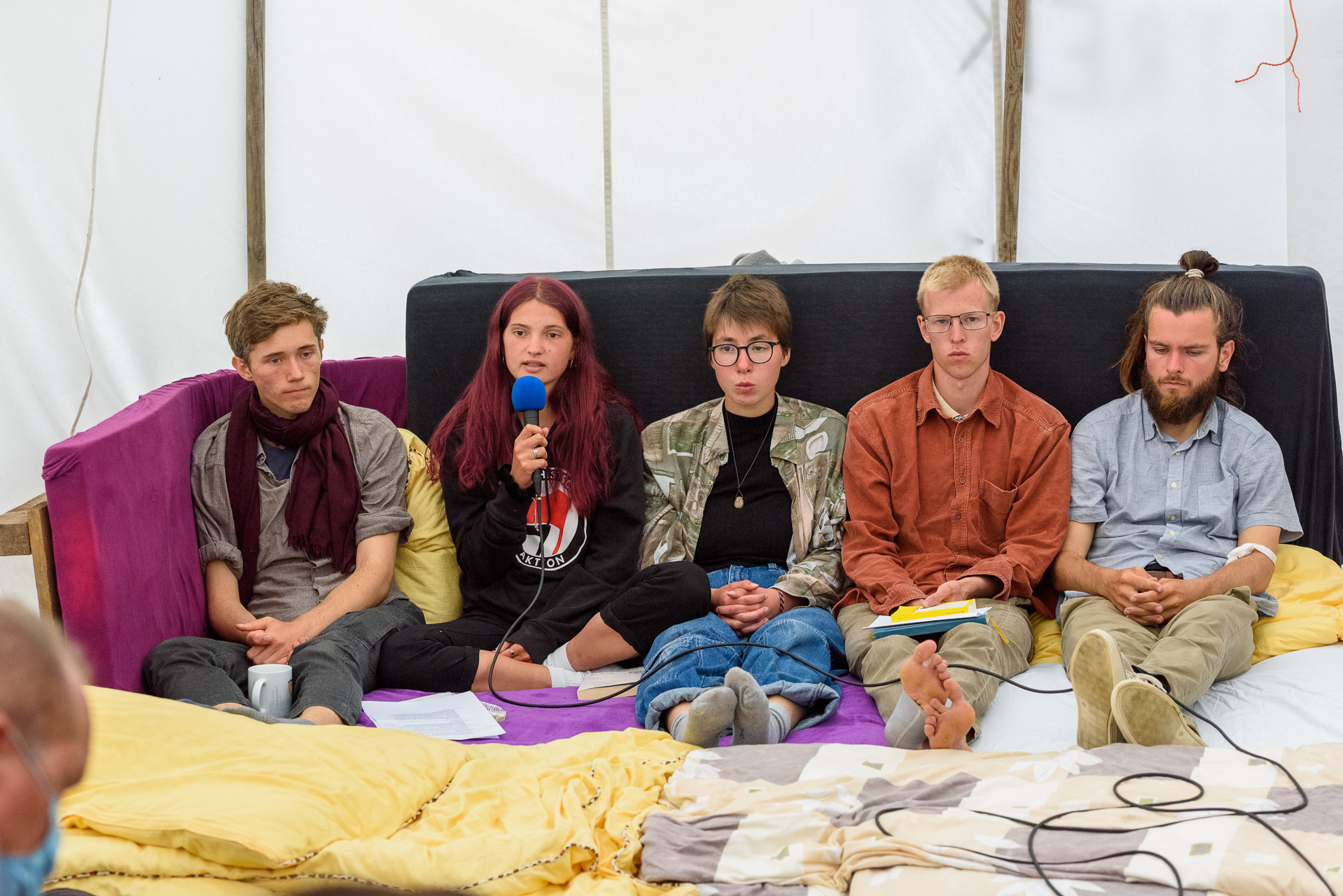
Die Hungerstreikenden am 17. Tag bei der Pressekonferenz

Der Hungerstreik wurde am 30. August 2021 von sieben Menschen im Alter von 18 bis 27 Jahren gemeinsam begonnen. Im Spreebogenpark in Berlin-Mitte wurde dafür zwischen den Bundestagsgebäuden, dem Kanzleramt und dem Hauptbahnhof ein Zeltlager errichtet. In Hannover, Bonn und Schwerin verweigern weitere Menschen ebenfalls die Nahrungsaufnahme. Eine Teilnehmerin beendete den Hungerstreik nach einer Woche aus gesundheitlichen Gründen.
Am sechzehnten Tag des Hungerstreiks (14. September 2021) wurde ein Aktivist nach einem Zusammenbruch im Krankenhaus (Charité Campus Mitte) behandelt, beendete den Hungerstreik aber nicht.
Am zwanzigsten Tag des Hungerstreiks (18. September 2021) wurden zwei Aktivisten ins Krankenhaus eingeliefert. Eine der beiden beendete anschließend den Hungerstreik, eine andere Teilnehmerin aus psychischen Gründen.
Am 20. September traten vier weitere Menschen in dem Berliner Zeltlager in den Hungerstreik.
Der Hungerstreik wurde getrennt beendet. Sechs Beteiligte brachen ihn am 22. September 2021 ab und distanzierten sich vom geplanten trockenen Hungerstreik. Zwei weitere Hungerstreikende setzten ihn als trockenen Hungerstreik bis zum 25. September 2021 fort.
Im März 2024 trat mit der Aktion Hungern bis ihr ehrlich seid erneut ein Aktivist der Letzten Generation an gleicher Stelle im Spreebogenpark in einen Klima-Hungerstreik.

## Reaktionen
Am 7. September 2021 besuchten die Vizepräsidentin des Deutschen Bundestags Petra Pau (Die Linke) und der Bundestagsabgeordnete Friedrich Straetmanns (Die Linke) die Hungernden im Camp.
Mitglieder von Extinction Rebellion hielten in Hildesheim eine Mahnwache für die Hungerstreikenden ab.
In Greifswald nahmen etwa 200 Menschen an einer Andacht im Dom St. Nikolai teil, die für die beiden ehemaligen Schüler der Greifswalder Martinschule abgehalten wurde, die sich am Hungerstreik beteiligten.
Am 17. September schrieb der Greenpeace-Vorsitzende Martin Kaiser in einer Stellungnahme: „Wir teilen das Anliegen der Protestierenden um ihre Zukunft, aber wir appellieren an sie, aus Sorge um ihre Gesundheit und ihr Wohlergehen, diese Zukunft und ihr junges Leben nicht aufs Spiel zu setzen.“ Er rief die Streikenden auf, ihre Energie stattdessen für den globalen Klimastreik am 24. September aufzusparen. Auf anderen Kanälen teilte Greenpeace den Link zu einer Online-Petition, in der die drei Kanzlerkandidaten aufgefordert wurden, der Forderung nach einem zweistündigen Gespräch vor der Wahl nachzukommen.
Am 21. September plädierten Kommentatoren im Tagesspiegel und in der taz dafür, dass die drei Politiker der Forderung der Hungerstreikenden nachkommen sollten.

### Annalena Baerbock
Am neunten Tag des Hungerstreiks meldete sich Annalena Baerbock telefonisch bei den Hungerstreikenden und bat in dem etwa fünfzehnminütigen Telefonat darum, wieder Nahrung zu sich zu nehmen. Ein zweistündiges öffentliches Gespräch vor der Wahl lehnte sie ab.

### Olaf Scholz
Auch Olaf Scholz forderte die Streikenden auf, ihre Aktion zu beenden und nicht ihr Leben aufs Spiel zu setzen. Die drei Kanzlerkandidaten hätten sich gemeinsam darauf verständigt, nach der Wahl nicht öffentlich einzelne Gespräche mit den Hungerstreikenden anzubieten. Am 26. September 2021 rief Olaf Scholz die beiden Aktivisten an und versprach, innerhalb von vier Wochen nach der Wahl an einem öffentlichen Treffen mit ihnen teilzunehmen. Scholz führte das von einer Journalistin moderierte Gespräch mit ihnen am 12. November 2021 in der Berliner Außenstelle der Friedrich-Ebert-Stiftung.

### Armin Laschet
Armin Laschet hatte die Möglichkeit einer Diskussion mit den Streikenden zunächst nicht ausgeschlossen, teilte bei einer Wahlkundgebung in Bremen dann aber mit, auch er sei erst nach der Wahl zu einem Gespräch bereit.

### Angela Merkel
Angela Merkel ließ bei der Bundespressekonferenz am 20. September über ihren Sprecher Steffen Seibert verlauten, sie betrachte den Hungerstreik mit Sorge, schalte sich aber nicht in die Sache ein. Auch spreche sie keine Empfehlungen für Gespräche der Kanzlerkandidaten aus.

### Robert Habeck
Robert Habeck besuchte die zwei verbliebenen Aktivisten am 23. September 2021 im Camp und versuchte sie vom trockenen Hungerstreik abzubringen, womit er keinen Erfolg hatte.